# Beauvoir (Manche)
Pour les articles homonymes, voir Beauvoir.
Beauvoir est une commune française, située dans le département de la Manche en région Normandie.

## Géographie

### Localisation
Beauvoir est située sur le canal du Couesnon (l'un des trois fleuves se déversant dans la baie du mont Saint-Michel), à environ 2 kilomètres en amont de la bouche du fleuve. Elle est limitrophe de la Bretagne.

### Communes limitrophes
Les communes limitrophes sont  Le Mont-Saint-Michel, Pontorson, Pontorson, Roz-sur-Couesnon et Saint-Georges-de-Gréhaigne.
| Roz-sur-Couesnon (35)           | Le Mont-Saint-Michel             |                                  |
|                                 | Beauvoir                         | Ardevon (comm. ass. à Pontorson) |
| Saint-Georges-de-Gréhaigne (35) | Moidrey (comm. ass. à Pontorson) | Les Pas (comm. ass. à Pontorson) |

### Hydrographie
La commune est située dans le bassin Loire-Bretagne. Elle est drainée par le Couesnon et le Marais,,.
Le Cunes, d'une longueur de 97 km, prend sa source dans la commune de Saint-Pierre-des-Landes et se jette  dans la baie du Mont-Saint-Michel à Mont-Saint-Michel, après avoir traversé 25 communes. 

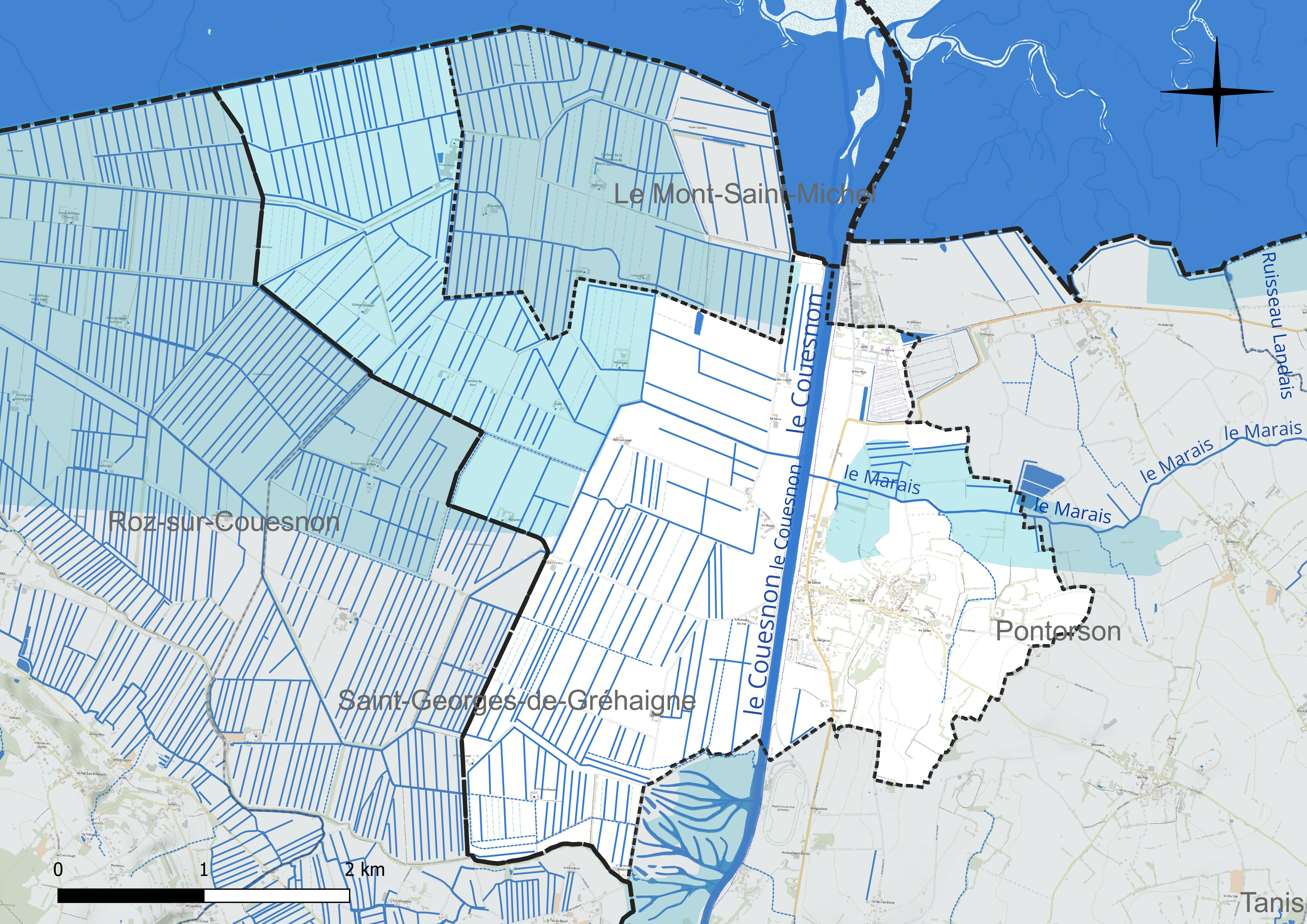
Réseau hydrographique de Beauvoir.

### Climat
Pour des articles plus généraux, voir Climat de la Normandie et Climat de la Manche.
En 2010, le climat de la commune est de type climat océanique franc, selon une étude du CNRS s'appuyant sur une série de données couvrant la période 1971-2000. En 2020, Météo-France publie une typologie des climats de la France métropolitaine dans laquelle la commune est exposée à un climat océanique et est dans la région climatique Bretagne orientale et méridionale, Pays nantais, Vendée, caractérisée par une faible pluviométrie en été et une bonne insolation. Parallèlement le GIEC normand, un groupe régional d'experts sur le climat, différencie quant à lui, dans une étude de 2020, trois grands types de climats pour la région Normandie, nuancés à une échelle plus fine par les facteurs géographiques locaux. La commune est, selon ce zonage, exposée à un « climat maritime », correspondant au Cotentin et à l'ouest du département de la Manche, frais, humide et pluvieux, où les contrastes pluviométrique et thermique sont parfois très prononcés en quelques kilomètres quand le relief est marqué.
Pour la période 1971-2000, la température annuelle moyenne est de 11,5 °C, avec une amplitude thermique annuelle de 12,2 °C. Le cumul annuel moyen de précipitations est de 725 mm, avec 12,9 jours de précipitations en janvier et 7,3 jours en juillet. Pour la période 1991-2020, la température moyenne annuelle observée sur la station météorologique la plus proche, située sur la commune de Pontorson à 5 km à vol d'oiseau, est de 11,9 °C et le cumul annuel moyen de précipitations est de 821,3 mm,. Pour l'avenir, les paramètres climatiques de la commune estimés pour 2050 selon différents scénarios d'émission de gaz à effet de serre sont consultables sur un site dédié publié par Météo-France en novembre 2022.

## Urbanisme

### Typologie
Au 1er janvier 2024, Beauvoir est catégorisée commune rurale à habitat dispersé, selon la nouvelle grille communale de densité à sept niveaux définie par l'Insee en 2022.
Elle est située hors unité urbaine. Par ailleurs la commune fait partie de l'aire d'attraction de Pontorson, dont elle est une commune de la couronne,. Cette aire, qui regroupe 5 communes, est catégorisée dans les aires de moins de 50 000 habitants,.
La commune, bordée par la Manche, est également une commune littorale au sens de la loi du 3 janvier 1986, dite loi littoral. Des dispositions spécifiques d'urbanisme s'y appliquent dès lors afin de préserver les espaces naturels, les sites, les paysages et l'équilibre écologique du littoral, tel le principe d'inconstructibilité, en dehors des espaces urbanisés, sur la bande littorale des 100 mètres, ou plus si le plan local d'urbanisme le prévoit.

### Occupation des sols

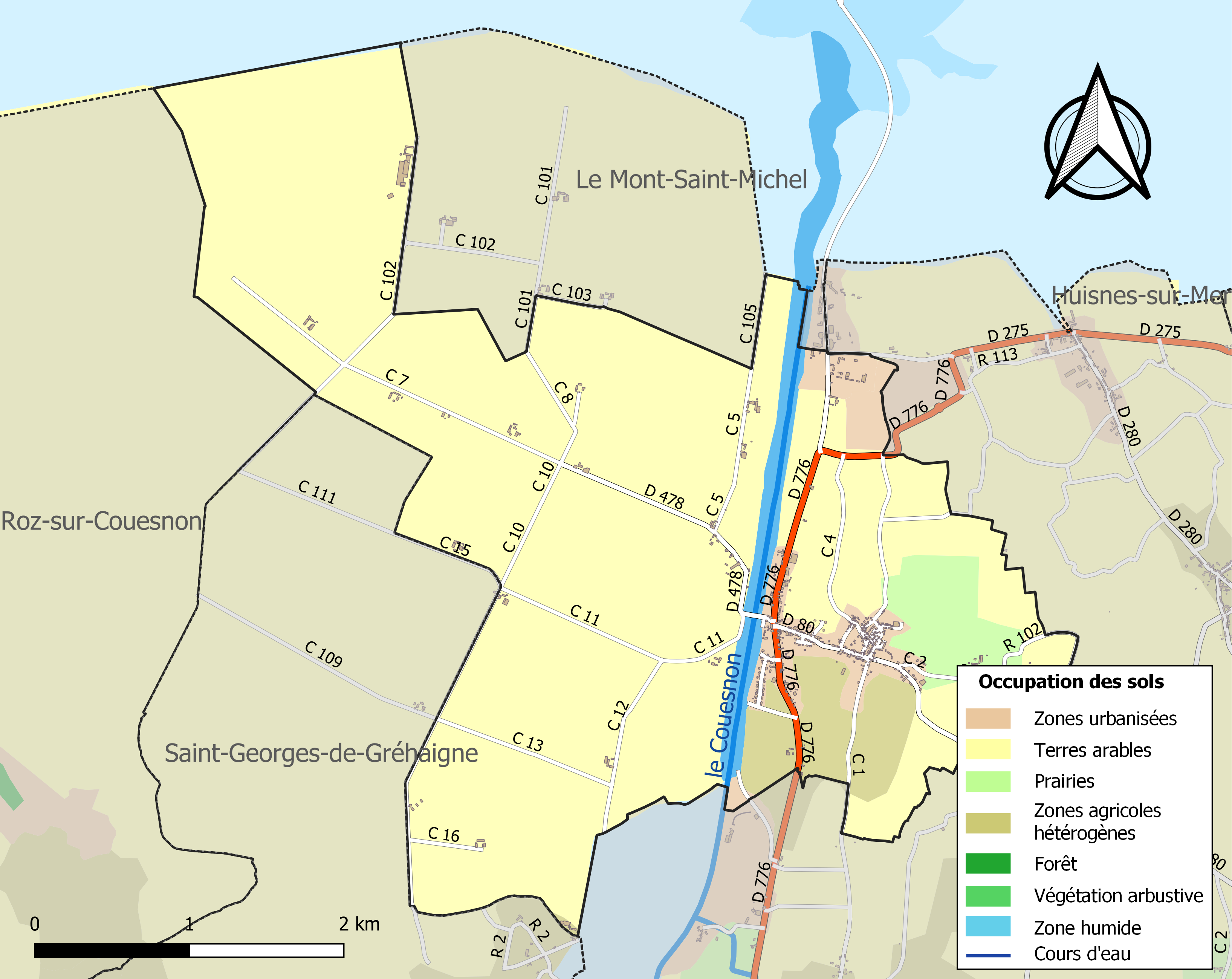
Carte des infrastructures et de l'occupation des sols de la commune en 2018 (CLC).

L'occupation des sols de la commune, telle qu'elle ressort de la base de données européenne d'occupation biophysique des sols Corine Land Cover (CLC), est marquée par l'importance des territoires agricoles (91,5 % en 2018), en diminution par rapport à 1990 (92,9 %). La répartition détaillée en 2018 est la suivante : terres arables (82,9 %), zones agricoles hétérogènes (4,9 %), prairies (3,6 %), zones urbanisées (3,4 %), eaux continentales (2,9 %), espaces verts artificialisés, non agricoles (1 %), zones industrielles ou commerciales et réseaux de communication (0,8 %), zones humides côtières (0,4 %), zones humides intérieures (0,2 %). L'évolution de l'occupation des sols de la commune et de ses infrastructures peut être observée sur les différentes représentations cartographiques du territoire : la carte de Cassini (XVIIIe siècle), la carte d'état-major (1820-1866) et les cartes ou photos aériennes de l'IGN pour la période actuelle (1950 à aujourd'hui).

### Habitat et logement
En 2020, le nombre total de logements dans la commune était de 337, alors qu'il était de 306 en 2015 et de 283 en 2010.
Parmi ces logements, 62,4 % étaient des résidences principales, 26,6 % des résidences secondaires et 10,9 % des logements vacants. Ces logements étaient pour 84,6 % d'entre eux des maisons individuelles et pour 15,1 % des appartements.
Le tableau ci-dessous présente la typologie des logements à Beauvoir en 2020 en comparaison avec celle de la Manche et de la France entière. Une caractéristique marquante du parc de logements est ainsi une proportion de résidences secondaires et logements occasionnels (26,6 %), très  supérieure à celle du département (14,9 %) et à celle de la France entière (9,7 %). Concernant le statut d'occupation de ces logements, 64,6 % des habitants de la commune sont propriétaires de leur logement (66,7 % en 2015), contre 63,7 % pour la Manche et 57,5 pour la France entière.
| Typologie                                               | Beauvoir | Manche | France entière |
| ------------------------------------------------------- | -------- | ------ | -------------- |
| Résidences principales (en %)                           | 62,4     | 76,8   | 82,1           |
| Résidences secondaires et logements occasionnels (en %) | 26,6     | 14,9   | 9,7            |
| Logements vacants (en %)                                | 10,9     | 8,3    | 8,2            |

## Toponymie
Le nom de la localité est attesté sous les formes Belveir en 1131 et 1149, Belveer en 1155, de Bealverio vers 1200, Bellus Visus en 1245 et Biauveir (forme normande) en 1303,.
Le toponyme n'est pas l'un des nombreux « faux-amis » puisqu'il est issu de l'ancien français beau veoir « belle vue », « bel aspect »,. Formé de l'adjectif beau et de l'infinitif voir. Il peut signifier « lieu d'où on l'on découvre une belle vue », ou, peut-être, plus simplement « lieu beau à voir », (peut-être en référence au mont). C'est un composé verbal fréquent en toponymie (cf. Beauvoir), formation analogue au mot belvédère d'origine italienne.
Beauvoir est parfois considéré comme le primitif Asteriacus  (Asteriac) par les historiens locaux, car il est mentionné dans la Revelatio, composée peu après 850, comme de « villa que dicitur nunc Asteriacus », hypothèse qui ne semble reposer que sur le fait que Beauvoir est la paroisse la plus proche du Mont-Saint-Michel. Asteriacus est une formation toponymique gallo-romaine, basée sur le nom de personne Asterius, dérivé d'aster, « astre » en latin, suivi du suffixe d'origine gauloise -acum marquant la propriété. Ce nom est semblable à Atré (hameau de Saint-James, Astré en 1234), mais qui ne convient pas pour des raisons topographiques, mais aussi parce qu'il ne fut jamais paroisse.
Une légende liée aux pèlerinages attribue le changement de nom Austry ou Austériac en Beauvoir à un miracle qui aurait fait recouvrer la vue à une vieille femme aveugle en ces lieux,.
Le gentilé est Beauvoisin.

## Histoire

### Moyen Âge
Un Robert de Beauvoir, dit Robinet, compte parmi les 119 défenseurs du Mont-Saint-Michel en 1434, dont les noms et les armes figurent dans l'abbatiale.

### Époque contemporaine
Beauvoir devient une commune associée à Pontorson (ainsi que Ardevon, Boucey, Cormeray,  Curey,  Les Pas, Moidrey) le 1er janvier 1973.
Elle redevient une commune autonome le 1er janvier 1989.

## Politique et administration

### Rattachements administratifs et électoraux

#### Rattachements administratifs
La commune se trouve dans l'arrondissement d'Avranches du département de lla Manche.
Elle faisait partie depuis 1793 du canton de Pontorson. Dans le cadre du redécoupage cantonal de 2014 en France, cette circonscription administrative territoriale a disparu, et le canton n'est plus qu'une circonscription électorale.

#### Rattachements électoraux
Pour les élections départementales, la commune fait partie depuis 2014 d'un nouveau canton de Pontorson, porté de 10 à 24 communes.
Pour l'élection des députés, elle fait partie de la deuxième circonscription de la Manche.

### Intercommunalité
Beauvoir était membre de la petite communauté de communes de Pontorson - Le Mont-Saint-Michel, un établissement public de coopération intercommunale (EPCI) à fiscalité propre créé fin 2001 et auquel la commune avait transféré un certain nombre de ses compétences, dans les conditions déterminées par le code général des collectivités territoriales.
Conformément aux prescriptions de la loi de réforme des collectivités territoriales du 16 décembre 2010, qui a prévu le renforcement et la simplification des intercommunalités et la constitution de structures intercommunales de grande taille, une première fusion intervient avec trois autres intercommunalités pour former, le 1er janvier 2014, la communauté de communes Avranches - Mont-Saint-Michel, qui n'existe que pendant trois ans. En effet, dans le cadre des dispositions de la loi portant nouvelle organisation territoriale de la République du 7 août 2015, qui prévoit que les établissements publics de coopération intercommunale (EPCI) à fiscalité propre doivent avoir un minimum de 15 000 habitants, cette intercommunalité a fusionné avec ses voisines pour former, le 1er janvier 2017, la communauté d'agglomération Mont-Saint-Michel-Normandie, dont est désormais membre la commune.

### Administration municipale
Compte tenu de la population de la commune, son conseil municipal est composé de onze membres dont le maire et ses adjoints

### Liste des maires
| Période | Période | Identité               | Étiquette | Qualité                                    |
| ------- | ------- | ---------------------- | --------- | ------------------------------------------ |
| 1973    | 1983    | Maurice Desfeux        |           | Commerçant, conseiller général (1967-1979) |
| 1983    | 1989    | Jean-Claude Lefrançois | DVD       |                                            |

## Équipements et services publics

### Espaces publics
La commune, qui a obtenu une première Fleur au concours des villes et villages fleuris en 2019, a obtenu sa seconde en décembre 2023

## Démographie
L'évolution du nombre d'habitants est connue à travers les recensements de la population effectués dans la commune depuis 1793. Pour les communes de moins de 10 000 habitants, une enquête de recensement portant sur toute la population est réalisée tous les cinq ans, les populations de référence des années intermédiaires étant quant à elles estimées par interpolation ou extrapolation. Pour la commune, le premier recensement exhaustif entrant dans le cadre du nouveau dispositif a été réalisé en 2004.

En 2022, la commune comptait 435 habitants, en évolution de +5,33 % par rapport à 2016 (Manche : −0,31 %, France hors Mayotte : +2,11 %).
| 1793 | 1800 | 1806 | 1821 | 1831 | 1836 | 1841 | 1846 | 1851 |
| ---- | ---- | ---- | ---- | ---- | ---- | ---- | ---- | ---- |
| 339  | 301  | 614  | 588  | 745  | 565  | 471  | 428  | 435  |

| 1856 | 1861 | 1866 | 1872 | 1876 | 1881 | 1886 | 1891 | 1896 |
| ---- | ---- | ---- | ---- | ---- | ---- | ---- | ---- | ---- |
| 446  | 456  | 434  | 436  | 469  | 464  | 484  | 495  | 443  |

| 1901 | 1906 | 1911 | 1921 | 1926 | 1931 | 1936 | 1946 | 1954 |
| ---- | ---- | ---- | ---- | ---- | ---- | ---- | ---- | ---- |
| 510  | 479  | 483  | 421  | 443  | 444  | 450  | 517  | 504  |

| 1962 | 1968 | 1990 | 1999 | 2004 | 2006 | 2009 | 2014 | 2019 |
| ---- | ---- | ---- | ---- | ---- | ---- | ---- | ---- | ---- |
| 469  | 433  | 426  | 427  | 424  | 422  | 419  | 410  | 433  |

| 2022 | - | - | - | - | - | - | - | - |
| ---- | - | - | - | - | - | - | - | - |
| 435  | - | - | - | - | - | - | - | - |

## Culture locale et patrimoine

### Lieux et monuments

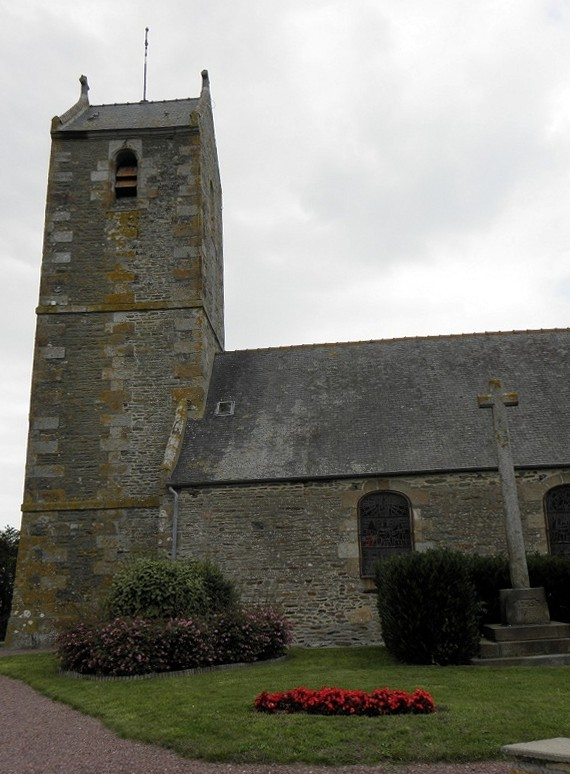
L'église paroissiale Saint-Michel.

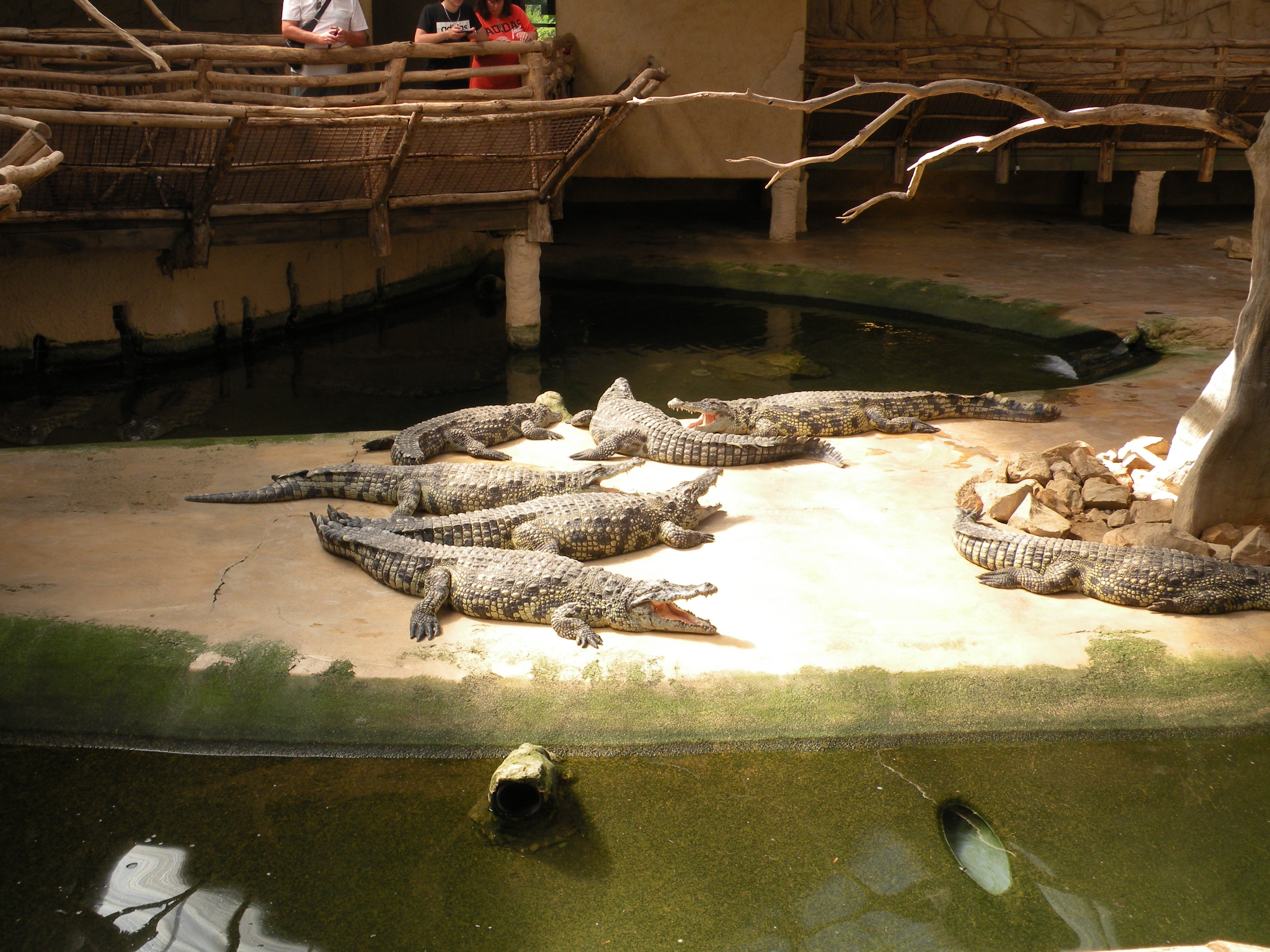
Alligator Bay.

- Église paroissiale Saint-Michel (1760, XIXe siècle). Sont classées au titre objet aux monuments historiques en 1970 une poutre de gloire et une crucifixion. L'église abrite également un maître-autel et retable (XVIIIe), deux autels secondaires avec retables, des chandeliers d'autel, et une chaire à prêcher[25].
- Ancien presbytère près de l'église.
- Croix de chemin et croix de cimetière (XVIIIe siècle).
- Ancien moulin à vent de la Bâte (XIXe siècle).
- Alligator Bay et sa serre tropicale abritant 200 alligators, sa ferme des tortues, son labyrinthe des dragons est un parc animalier de 6 000 m2 situé non loin du Mont-Saint-Michel.

## Pour approfondir